# Élections présidentielles sous la Cinquième République à Mayotte
Depuis l'adoption de la Constitution de la Cinquième République française, dix élections présidentielles ont eu lieu afin d'élire le président de la République. Cette page présente les résultats de ces élections à Mayotte à partir de 2017.

## Synthèse des résultats du second tour
En 2017, Emmanuel Macron obtient 9 points de moins qu'au niveau national.
| année | Répartition des exprimés | Répartition des exprimés | Participation (% des inscrits) | Blancs ou nuls (% des votants) |

| 2017 | Emmanuel Macron (57,11 %) (France : 66,10 %) | Marine Le Pen (42,89 %) (France : 33,90 %) | 45,73 % (France : 77,77 %) | 3,68 % (France : 2,47 %) |

|  | ▲ |

## Résultats détaillés par scrutin

### 2017
Le premier tour de l'élection présidentielle de 2017 voit s'affronter onze candidats. Emmanuel Macron arrive en tête devant Marine Le Pen et tous deux se qualifient pour le second tour. Néanmoins, avec François Fillon et Jean-Luc Mélenchon, les scores des quatre candidats ayant recueilli le plus de voix sont serrés (4,43 points entre le 1er et le 4e). Pour la première fois, aucun des candidats des deux partis politiques pourvoyeurs jusque-là des présidents de la Ve République, n'est présent au second tour. Celui-ci se tient le dimanche 7 mai et se solde par la victoire d'Emmanuel Macron, avec un total de 20 753 798 bulletins de vote en sa faveur, soit 66,10 % des suffrages exprimés, face à la candidate du Front national, qui recueille 33,90 %. Le scrutin est néanmoins marqué par une forte abstention et par un record de votes blancs ou nuls. 
À Mayotte, François Fillon arrive en tête du premier tour avec 32,62 % des exprimés, suivi de Marine Le Pen (27,19 %), Emmanuel Macron (19,21 %), Jean-Luc Mélenchon (8,42 %) et Benoît Hamon (4,33 %). Au second tour, les électeurs ont voté à 57,11 % pour Emmanuel Macron contre 42,89 % pour Marine Le Pen avec un taux de participation de 45,73 % des inscrits.
|             | LR          | François Fillon       | 10 808 | 32,62 %    |        |            |  |  |
|             | FN          | Marine Le Pen         | 9 008  | 27,19 %    | 14 374 | 42,89 %    |  |  |
|             | EM          | Emmanuel Macron       | 6 364  | 19,21 %    | 19 140 | 57,11 %    |  |  |
|             | LFi         | Jean-Luc Mélenchon    | 2 789  | 8,42 %     |        |            |  |  |
|             | PS          | Benoît Hamon          | 1 434  | 4,33 %     |        |            |  |  |
|             | DlF         | Nicolas Dupont-Aignan | 1 019  | 3,08 %     |        |            |  |  |
|             | NPA         | Philippe Poutou       | 621    | 1,87 %     |        |            |  |  |
|             | UPR         | François Asselineau   | 408    | 1,23 %     |        |            |  |  |
|             | LO          | Nathalie Arthaud      | 334    | 1,01 %     |        |            |  |  |
|             | RES         | Jean Lassalle         | 182    | 0,55 %     |        |            |  |  |
|             | SeP         | Jacques Cheminade     | 163    | 0,49 %     |        |            |  |  |
|             |             |                       |        |            |        |            |  |  |
|             |             |                       | Nombre | % inscrits | Nombre | % inscrits |  |  |
| Inscrits    | Inscrits    | Inscrits              | 83 047 |            | 82 482 |            |  |  |
| Abstentions | Abstentions | Abstentions           | 46 860 | 56,43 %    | 44 759 | 54,27 %    |  |  |
| Votants     | Votants     | Votants               | 36 187 | 43,57 %    | 37 723 | 45,73 %    |  |  |
|             |             |                       |        |            |        |            |  |  |
|             |             |                       |        | % votants  |        | % votants  |  |  |
| Blancs      | Blancs      | Blancs                | 925    | 1,11 %     | 1 442  | 1,75 %     |  |  |
| Nuls        | Nuls        | Nuls                  | 2 132  | 2,57 %     | 2 767  | 3,35 %     |  |  |
| Exprimés    | Exprimés    | Exprimés              | 33 130 | 39,89 %    | 33 514 | 40,63 %    |  |  |